# Gene Pitney
Gene Francis Alan Pitney, född 17 februari 1940 i Hartford, Connecticut, USA, död 5 april 2006 i Cardiff, Wales, Storbritannien, var en amerikansk sångare och låtskrivare.
Gene Pitney började sin karriär med att skriva låtar som blev hits för andra artister. Några exempel är "Hello Mary Lou", som Ricky Nelson fick en hit med, "He's a Rebel" som The Crystals fick en hit med, och "Today's Teardrops" som blev känd genom Roy Orbison.
År 1961 fick han sin första stora hit "Town Without Pity". De fyra nästföljande åren hade han ett flertal skivframgångar, bland dessa kan nämnas "The Man Who Shot Liberty Valance", "Twenty Four Hours from Tulsa" och "It Hurts to Be in Love". Han motstod även the British invasion fram till 1966 då det inte längre gick lika bra på de amerikanska listorna. Däremot blev han populär i Storbritannien och hade flera hits där under det sena 1960-talet, bland andra "Something's Gotten Hold Of My Heart" och "Somewhere in the Country".
Pitneys sista stora hit i USA kom 1968 med "She's a Heartbreaker". År 1989 fick han en hit i Storbritannien och övriga Europa då han sjöng duett tillsammans med Marc Almond i en nyinspelning av "Something's Gotten Hold of My Heart".
Han blev invald i Rock and Roll Hall of Fame år 2002.
Gene Pitney hittades död av sin manager 2006 på sitt hotellrum i Cardiff i Wales där han befann sig på turné; dödsorsaken var en hjärtattack. Han efterlämnade hustrun Lynne och sönerna David, Todd och Chris.